# Théorème de Burnside (problème de 1902)
Pour les articles homonymes, voir Théorème de Burnside.

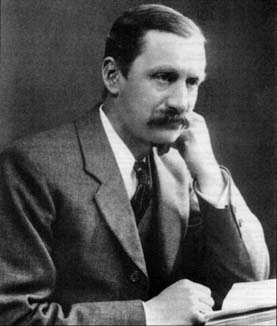
William Burnside.

En mathématiques, le théorème de Burnside, démontré par William Burnside en 1905, établit que tout sous-groupe d'exposant fini du groupe linéaire GL(n, ℂ) est fini.
Ce théorème est un élément de solution d'une vaste question, le problème de Burnside de 1902 – sur les groupes de torsion de type fini – dont certains points sont encore des problèmes ouverts.

## Énoncé
Théorème de Burnside — Tout sous-groupe d'exposant fini de GL(n, ℂ) est fini.
Un énoncé équivalent est que toute représentation d'un groupe d'exposant fini dans un espace vectoriel complexe de dimension finie possède une image finie.
Plus précisément et plus généralement, si K est un corps de caractéristique p ≥ 0, tout sous-groupe de GL(n, K) d'exposant fini e non divisible par p est d'ordre inférieur ou égal à e(n3).

## Contexte
En 1902, William Burnside s'intéresse aux groupes finis. Il pose en particulier la question générale suivante : un groupe de type fini dont tout élément est d'ordre fini, est-il fini ? Cette question prend le nom de problème de Burnside de 1902, la date permettant de la différencier de sa non moins célèbre conjecture de 1911, résolue par Feit et Thompson.
Il pressent immédiatement la difficulté de cette question générale, et même de sa version « bornée » : un groupe de type fini et d'exposant fini est-il fini ? Dans l'article décrivant cette conjecture, il traite les cas où l'exposant n est égal à 2 ou 3, ainsi que celui où n est égal à 4 et où le groupe est engendré par deux éléments.
En 1905, il démontre le théorème énoncé ci-dessus (où le groupe n'est d'ailleurs pas supposé de type fini a priori), ce qui met en évidence la difficulté de construire un contre-exemple à son problème : il faudrait, d'après son théorème, qu'un tel groupe n'ait aucune représentation fidèle de degré fini. En 1911, Issai Schur donne, pour le problème général de Burnside, la réponse partielle analogue en démontrant que tout sous-groupe de torsion de type fini de GL(n, ℂ) est fini, et précise même sa structure par le théorème de Jordan-Schur.
Il faut attendre les travaux de 1964 d'Evgeny Golod et Igor Shafarevich pour que la conjecture générale de Burnside soit réfutée. En 1968, Piotr Novikov et Sergueï Adian réfutent même la version « bornée ». Le problème n'est pas clos pour autant : Efim Zelmanov reçoit en 1994 la médaille Fields pour sa preuve de la version « restreinte » de cette conjecture, et de nombreux problèmes sur ces sujets sont encore ouverts aujourd'hui.

## Démonstration
La version générale se démontre par récurrence sur n et réduction (par triangularisation par blocs) au cas où le K[G]-module Kn est absolument irréductible.
Pour la démonstration du cas particulier, les notations suivantes sont utilisées : si u est un endomorphisme de ℂn, Tr(u) désigne sa trace et, pour tout entier positif p, up désigne la composée itérée p fois de u. Le sous-groupe de GL(n, ℂ) est noté G, et la sous-algèbre de Mn(ℂ) engendrée par G est notée A.

### Lemme
La démonstration s'appuie sur un lemme technique :
- L'endomorphisme u est nilpotent si et seulement si pour tout entier p compris entre 1 et n, up est de trace nulle.

En effet, si u est nilpotent, alors son unique valeur propre est 0, et il en est de même pour ses puissances. Sa trace, ainsi que celle de ses puissances, est nulle.
Réciproquement, supposons que pour tout p compris entre 1 et n, la trace de up, c'est-à-dire la somme des puissances p-ièmes des n valeurs propres de u (comptées avec leurs multiplicités) soit nulle. Alors, d'après les identités de Newton, les polynômes symétriques élémentaires en ces valeurs propres sont nuls, autrement dit le polynôme caractéristique de u est égal à Xn, donc un = 0.

### Théorème
Si le groupe G est fini, alors un théorème de Lagrange prouve qu'il est d'exposant fini.
Réciproquement, A est une algèbre de dimension finie engendrée par G, il existe donc une famille d'éléments de G, (ci) pour i variant de 1 à m, qui est une base de cette algèbre. Soit φ l'application linéaire de A dans ℂm définie par :
Le théorème se démontre en trois temps :
- Si a et b sont deux éléments de G ayant même image par φ alors si k est un entier positif, la trace de (ab-1)k est égale à n.

Tout d'abord, on remarque que si m est un élément quelconque de A, alors les traces de am et de bm sont égales. En effet, la famille des ci est génératrice de l'espace vectoriel A et la trace est linéaire.
Calculons alors la trace de (ab-1)k.
La deuxième égalité est vraie car les deux derniers facteurs sont des éléments de A. Une récurrence permet de conclure que la trace de (ab-1)k est égale à celle de l'identité et donc à n.
- L'application φ, restreinte à G, est injective.

Pour cela, déterminons la trace des puissances de ab-1 - Id où Id désigne l'endomorphisme identité. Si k est un entier positif, la formule du binôme de Newton montre que :
L'endomorphisme ab-1 - Id est nilpotent d'après le lemme. Or ab-1 est un endomorphisme diagonalisable car, si e désigne l'exposant du groupe G, il admet comme polynôme annulateur Xe - 1, c'est-à-dire un polynôme scindé sans racine multiple. En effet, l'endomorphisme est diagonalisable si et seulement si le polynôme minimal est scindé sans racine multiple (cette propriété est démontrée dans l'article polynôme d'endomorphisme).
Soit une base de vecteurs propres de ab-1, c'est aussi une base de vecteurs propres de l'identité et donc de ab-1 - Id. Ce dernier endomorphisme est donc à la fois diagonalisable et nilpotent, ce qui démontre qu'il est égale à l'endomorphisme nul. On en déduit que ab-1 est égal à l'identité ou encore que a est égal à b et la proposition est démontrée.
- Le groupe G est fini.

Si g est un élément de G alors les seules valeurs propres sont les racines e-ièmes de l'unité. On en déduit que la trace de g ne peut prendre qu'un nombre fini de valeurs et que φ(G) est fini. Comme φ restreinte à G est injective, G est un ensemble fini, ce qui termine la démonstration.

### Ouvrages
- Serge Lang, Algèbre [détail des éditions]
- X. Gourdon, Algèbre, Ellipses, 1994